# Miagrammopes luederwaldti
Espèce
Miagrammopes luederwaldti est une espèce d'araignées aranéomorphes de la famille des Uloboridae.

## Distribution
Cette espèce est endémique du Brésil.

## Description
La femelle holotype mesure 7,3 mm.

## Publication originale
- Mello-Leitão, 1925 : Trois nouvelles araignées cribellees du Brésil. Revista Chilena de Historia Natural, vol. 29, p. 280-285.